# Андре Вандевеєр
Андре Йозеф Філіберт Вандевеєр (нід. André Joseph Philibert Vandewyer, 21 червня 1909, Тінен — 22 жовтня 1992) — бельгійський футболіст, що грав на позиції воротаря, зокрема, за клуб «Уніон Сент-Жілуаз», а також національну збірну Бельгії. По завершенні ігрової кар'єри — тренер.
Був воротарем легендарної команди «Уніон Сент-Жілуаз» яка не програвала протягом 60 матчів поспіль (з 9 січня 1933 року по 10 лютого 1935 року), вигравши за цей час три чемпіонські титули. 

## Клубна кар'єра
У футболі дебютував 1926 року виступами за команду «Тінен», в якій провів шість сезонів. 
Своєю грою за цю команду привернув увагу представників тренерського штабу клубу «Уніон Сент-Жілуаз», до складу якого приєднався 1931 року. Відіграв за Відіграв за них вісім сезонів своєї ігрової кар'єри.
19451 року перейшов до клубу «Ганнатуа», за який відіграв чотири сезони. Завершив професійну кар'єру футболіста виступами у 1946 році в клубі «Ваме».

## Виступи за збірну
1933 року дебютував в офіційних матчах у складі національної збірної Бельгії. Протягом кар'єри у національній команді провів у її формі 5 матчів.
У складі збірної був учасником двох мундіалей:
- чемпіонату світу 1934 року в Італії, де зіграв проти збірної Німеччини (2-5);

- чемпіонату світу 1938 року у Франції, де на поле не виходив.

## Кар'єра тренера
Розпочав тренерську кар'єру невдовзі по завершенні кар'єри гравця, 1947 року, очоливши тренерський штаб клубу «Уніон Сент-Жілуаз».
Останнім місцем тренерської роботи була Бельгія, головним тренером якої Андре Вандевеєр був з 1955 по 1957 рік.
Помер 22 жовтня 1992 року на 84-му році життя.

## Титули і досягнення
- Чемпіон Бельгії (3):

«Уніон Сент-Жілуаз»: 1932-1933 1933-1934, 1934-1935